# Into Battle with the Art of Noise
Albums de Art of Noise
Who's Afraid of the Art of Noise?
(1984)
Into Battle with the Art of Noise est le premier mini-album du groupe de musique britannique the Art of Noise, et c'est aussi le premier album du label ZTT Records.

## Liste des titres
Face 1
1. Battle – 0:25
2. Beat Box – 4:48
3. The Army Now – 2:02
4. Donna – 1:44

Face 2
1. Moments in Love – 10:15
2. Bright Noise – 0:05
3. Flesh in Armour – 1:24
4. Comes and Goes – 1:18
5. Moment in Love – 1:25

## Auteurs et interprètes
- Anne Dudley : claviers
- J.J. Jeczalik : Fairlight CMI Sampler
- Gary Langan : claviers
- Trevor Horn : basse, claviers
- Paul Morley : idées, production